# 双極定理
数学において、双極定理（そうきょくていり、英: bipolar theorem）とは、錐がその双極と等しいための必要十分条件を与える凸解析の一定理である。双極定理は、フェンシェル＝モローの定理の特別な場合と見なすことが出来る:76–77。

## 定理の内容
ある線型空間 {\displaystyle X} 内の任意の空でない集合 {\displaystyle C\subset X} に対し、双極錐 {\displaystyle C^{oo}=(C^{o})^{o}} は次で与えられる。
{\displaystyle C^{oo}=\operatorname {cl} (\operatorname {co} \{\lambda c:\lambda \geq 0,c\in C\})}
ここで {\displaystyle \operatorname {co} } は凸包を表す:54。

### 特別な場合
{\displaystyle C\subset X} が空でない閉凸錐であるための必要十分条件は、{\displaystyle C^{++}=(C^{+})^{+}} であるときに {\displaystyle C^{++}=C^{oo}=C} であることである。ここで {\displaystyle (\cdot )^{+}} は正の双対錐を表す。
あるいはより一般に、{\displaystyle C} が凸錐であるなら双極錐は次で与えられる。
{\displaystyle C^{oo}=\operatorname {cl} C.}

## フェンシェル＝モローの定理との関係
{\displaystyle f(x)=\delta (x|C)={\begin{cases}0&{\text{if }}x\in C\\+\infty &{\text{else}}\end{cases}}} はある錐 {\displaystyle C} に対する指示函数とする。このとき、凸共役 {\displaystyle f^{*}(x^{*})=\delta (x^{*}|C^{o})=\delta ^{*}(x^{*}|C)=\sup _{x\in C}\langle x^{*},x\rangle } は {\displaystyle C} に対する支持函数であり、{\displaystyle f^{**}(x)=\delta (x|C^{oo})} である。したがって、{\displaystyle C=C^{oo}} であるための必要十分条件は、{\displaystyle f=f^{**}} である:54。